# لوکاس ویندفدر
لوکاس ویندفدر (آلمانی: Lukas Windfeder؛ زادهٔ ۱۱ مهٔ ۱۹۹۵) بازیکن هاکی روی چمن اهل آلمان است.